# Jean-Claude Hiquet
Jean-Claude Hiquet, né le 4 novembre 1939 à Soustons et mort le 27 septembre 2022 à Pessac, est un joueur français de rugby à XV, qui a joué avec l'équipe de France au poste de demi d’ouverture (1,65 m).

## Biographie
Jean-Claude Hiquet joue au rugby à XV, entre autres à l'AS Soustons.

## Carrière de joueur

### En club
- SU Agen

### En équipe nationale
Il a disputé un test match le 22 février 1964 contre l'équipe d'Angleterre. 

## Palmarès
- Sélection en équipe nationale : 1 en 1964
- Championnat de France de première division :
  - Champion (2) : 1962 et 1965
- Challenge Yves du Manoir :
  - Vainqueur (1) : 1963